# Arnaha (Saptari)
Pour les articles homonymes, voir Arnaha.
Arnaha (en népalais : अर्नाहा) est un comité de développement villageois du Népal situé dans le district de Saptari. Au recensement de 2011, il comptait 5 006 habitants.